# Trichrous vittatus
Trichrous vittatus là một loài bọ cánh cứng trong họ Cerambycidae.